# Hippeastrum morelianum
Hippeastrum morelianum är en amaryllisväxtart som beskrevs av Lem.. Hippeastrum morelianum ingår i släktet amaryllisar, och familjen amaryllisväxter. Inga underarter finns listade i Catalogue of Life.